# Đỗ Nguyên Phương
Giáo sư, Tiến sĩ Đỗ Nguyên Phương (1937 - 2008) là Ủy viên Ban Chấp hành Trung ương Đảng Cộng sản Việt Nam khóa VIII, khóa IX; Đại biểu Quốc hội Việt Nam khóa X, khóa XI thuộc đoàn đại biểu Bình Phước.

## Tiểu sử
Ông sinh ngày 20 tháng 5 năm 1937, tại Hà Nội.

## Quá trình Công tác
Trong quá trình công tác, Giáo sư Đỗ Nguyên Phương từng đảm nhiệm các vị trí: Phó Hiệu trưởng Trường Đại học Y Hà Nội; Phó Giám đốc Học viện Chính trị - Hành chính Quốc gia Hồ Chí Minh; Bộ trưởng Bộ Y tế (10/1995 - 8/2002); Trưởng ban Khoa giáo Trung ương (10/2002 - 4/2007); Phó Chủ tịch Trung ương Hội Người Cao tuổi Việt Nam (5/2007- 10/2008).